# 公共電視台
公共電視台（こうきょうでんしたい）は、台湾の公共電視文化事業基金会が運営する地上波テレビ放送局である。略称は「公視」、「PTS」。英称は「Public Television Service」。日本では「台湾公共テレビ」と呼ばれることが多い。台湾公共放送グループ（TBS）の傘下にある。本部は台北市内湖区東湖にある。民放と比べ、視聴率は相対的に低い。

## 運営
財源は視聴者から受信料を徴収するのではなく、中華民国行政院の交付金と自主財源で賄っている。政府からは毎年9億台湾ドル（約41億円）の交付金を支給されているが、制作費の慢性的な不足に悩まされており、2024年からは交付金の上限額が撤廃され、毎年の業務計画に応じて交付金が支給されることになった。自主財源には次の種類などがある。
企業の賛助
企業から賛助金を出してもらい、番組の終わりに「（賛助金を出した会社名）協賛」と協賛クレジットを15秒～30秒流している。賛助金額により協賛クレジットを流す時間帯が異なる。例えば10万元（約36万円）出すとゴールデンタイムの番組の最後に協賛クレジットを流すことができる。また、自社の公式サイトや後援会会報に掲載する広告収入も大事な財源となっている。
個人からの寄付
「公視の友」という後援会があり、年額900元（約3000円）以上寄付すると「賛助会員」、年額1万元（約3万5000円）以上寄付すると「栄誉会員」になることができる。

## 歴史
- 1980年 - 行政院長の孫運璿が公共放送局設立を提案する。
- 1984年 - 行政院新聞局が「公共電視番組制作小組」を設立。
- 1984年5月1日 - 公視初の番組「大家來讀三字經」を中国電視公司で放送する。
- 1991年 - 「中華民国公共電視台準備委員会」を設立し、「公共テレビ法」の立法をめざす。試験放送を開始する、開局前には何度も期間限定として試験放送を行う。
- 1997年5月31日 - 「公共テレビ法」が立法院を通過し成立する。
- 1998年7月1日 - 公共電視文化事業基金会設立。正式に開局し、放送を開始する。
- 2004年7月1日 - 地上波テレビ局5局同時に地上デジタル本放送が始まる。
- 2005年3月27日 - 深夜に放送した音楽番組内で歌手の羅大佑が陳水扁と李登輝を批判する歌を歌い、公視は後日陳謝した。
- 2005年8月24日 - 行政院が公共放送グループ設立計画を打ち出す。
- 2006年7月1日 - 中華電視公司、客家電視台、原住民族電視台、台湾宏観電視とともに「台湾公共広播電視集団」（台湾公共放送グループ）を立ち上げる。

## チャンネル
- 公視 (メインチャンネル)（中国語版）
- 公視台語台（中国語版） - 台湾語放送
- 小公視（中国語版） - 子ども向けチャンネル
- 客家電視台 - 客家語放送
- TaiwanPlus - 台湾国外向けの英語放送

## 主な番組
- メジャーリーグ中継 - 主に王建民が在籍しているヤンキースの試合を流している。
- 以前は「五瓣の椿」、「藏」などのNHKドラマを放送していたが、最近は英国や米国のドラマがよく放送されている。

## 姉妹局
- 各国の公共放送が姉妹局とされている。